# アルフレッド・ウィリアム・フィンチ
アルフレッド・ウィリアム・フィンチまたはウィリー・フィンチ（Alfred William (Willy) Finch、1854年11月28日 - 1930年4月28日 ）は、イギリス人の両親を持つベルギー生まれの画家、陶芸家で、後半生はフィンランドで活動した。

## 略歴
ブリュッセルで生まれた。祖父母が1818年にイギリスのエクセターからブリュッセルに移ってきた家系で、両親が1865年からホテルの経営を始めたオーステンデで育った。24歳になった時、ブリュッセルの王立美術学校で1年間学んだ。美術学校でギヨーム・ヴァン・ストリドンクやジェームズ・アンソールといった画家と親しくなり、1883年に彼らと、官立サロンの保守的な運営に対抗した美術家グループ「20人展」の創立メンバーとなった。1887年に新印象派の画家、ジョルジュ・スーラが、「20人展」に招待されてブリュッセルで展示した『グランド・ジャット島の日曜日の午後』に影響を受けてしばらく『点描』の技法で作品を制作した。ベルギーでテオ・ファン・レイセルベルヘとともに「点描」で作品を描いた代表的な画家になった。
1890年代に入って、画家として十分な収入が得られなかったので、陶芸に転じた。
1897年にスウェーデンの画家・版画家でカレリアニズムと呼ばれるフィンランドでの工芸運動の推進者でフィンランドのポルヴォーに家具・陶器工場を設立したルイス・スパッル(Louis Sparre)に招かれてポルヴォーに渡り、アール・ヌーヴォーのスタイルの工芸品のデザインをした。1902年にのスパッルの工場の経営が破綻した後、ヘルシンキの美術学校の教授に任じられ、絵を描くのを再開し、絵画を教えた。その時点では点描技法を放棄しポール・シニャックのスタイルに移った。
フィンランド生まれの画家、マグヌス・エンケル(Knut Magnus Enckell)らと1909年に美術家グループ「Septem-ryhmä」を結成し、1912年からグループ展を開いた。
ヘルシンキで死去した、

## 作品

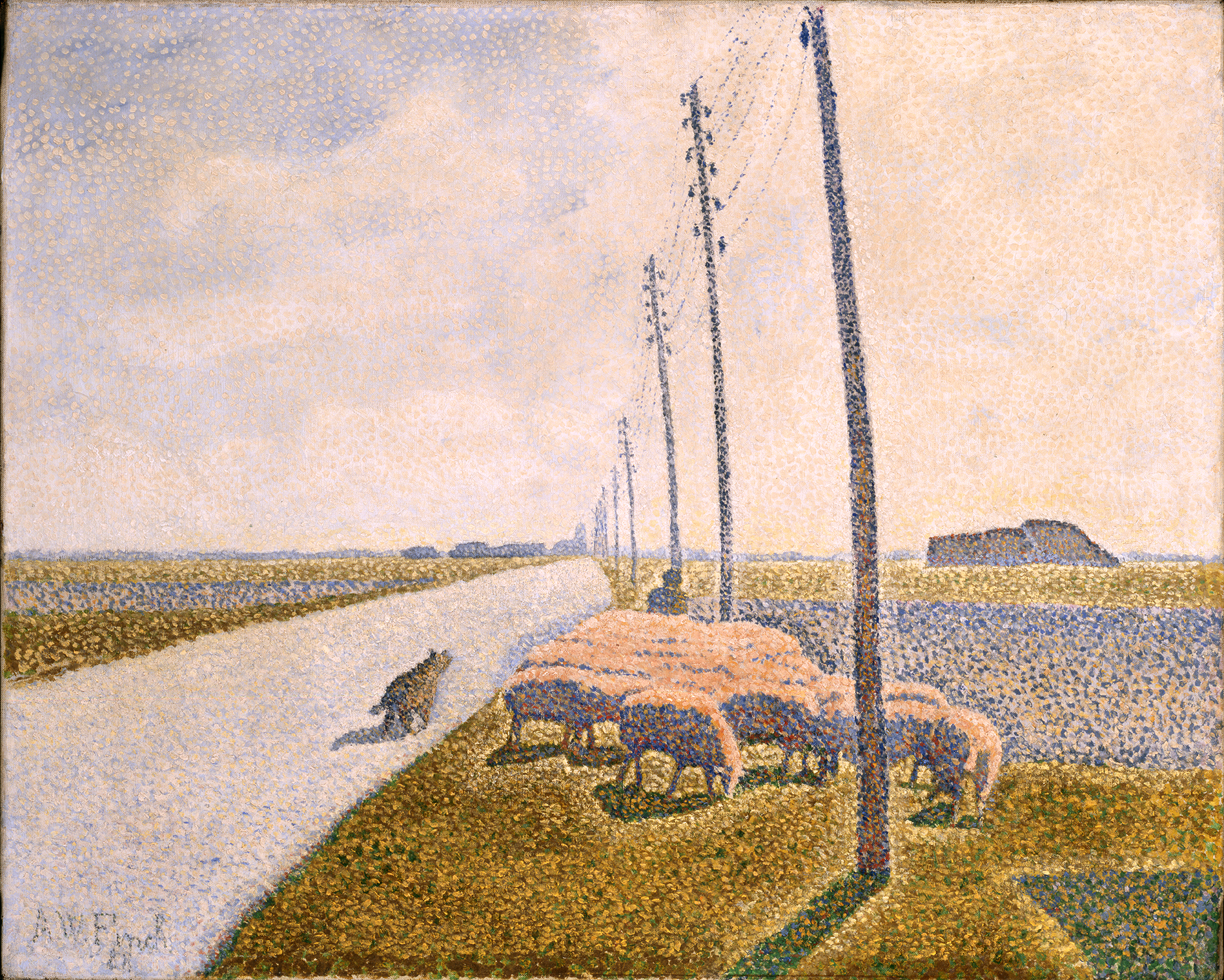
ニーウポールトへの道 (1888)
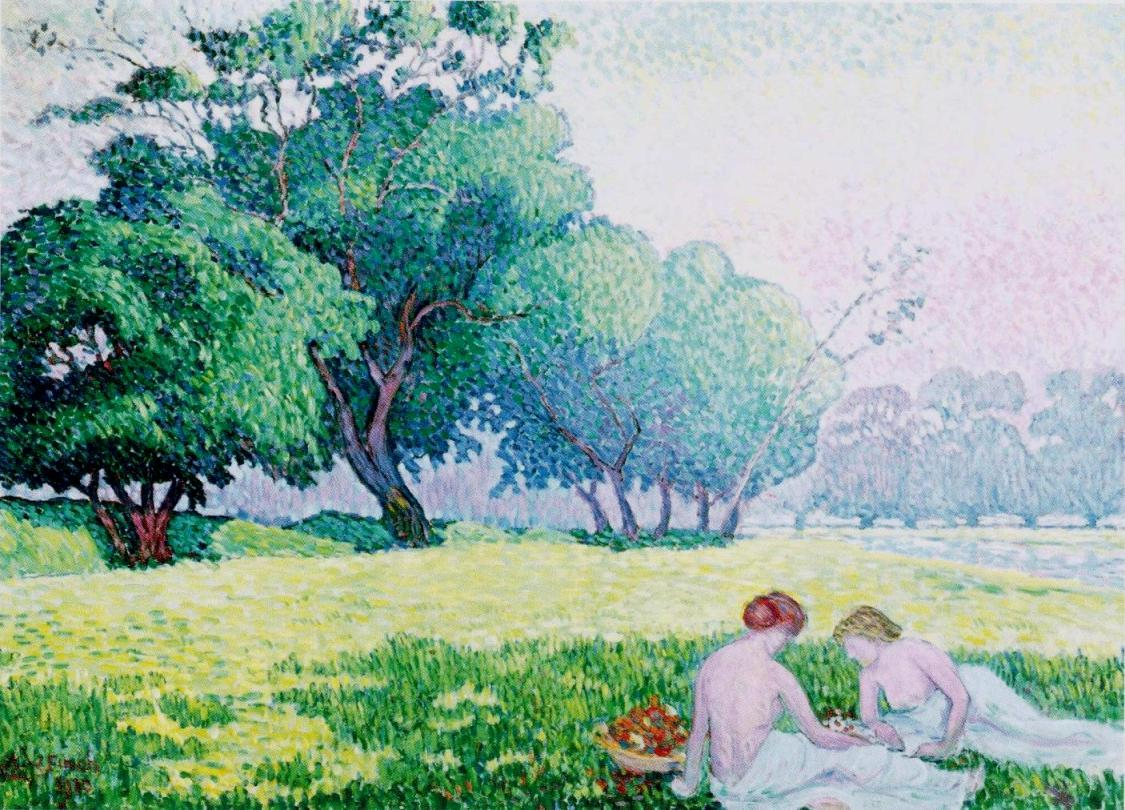
Koristeellinen pannoo (1910)
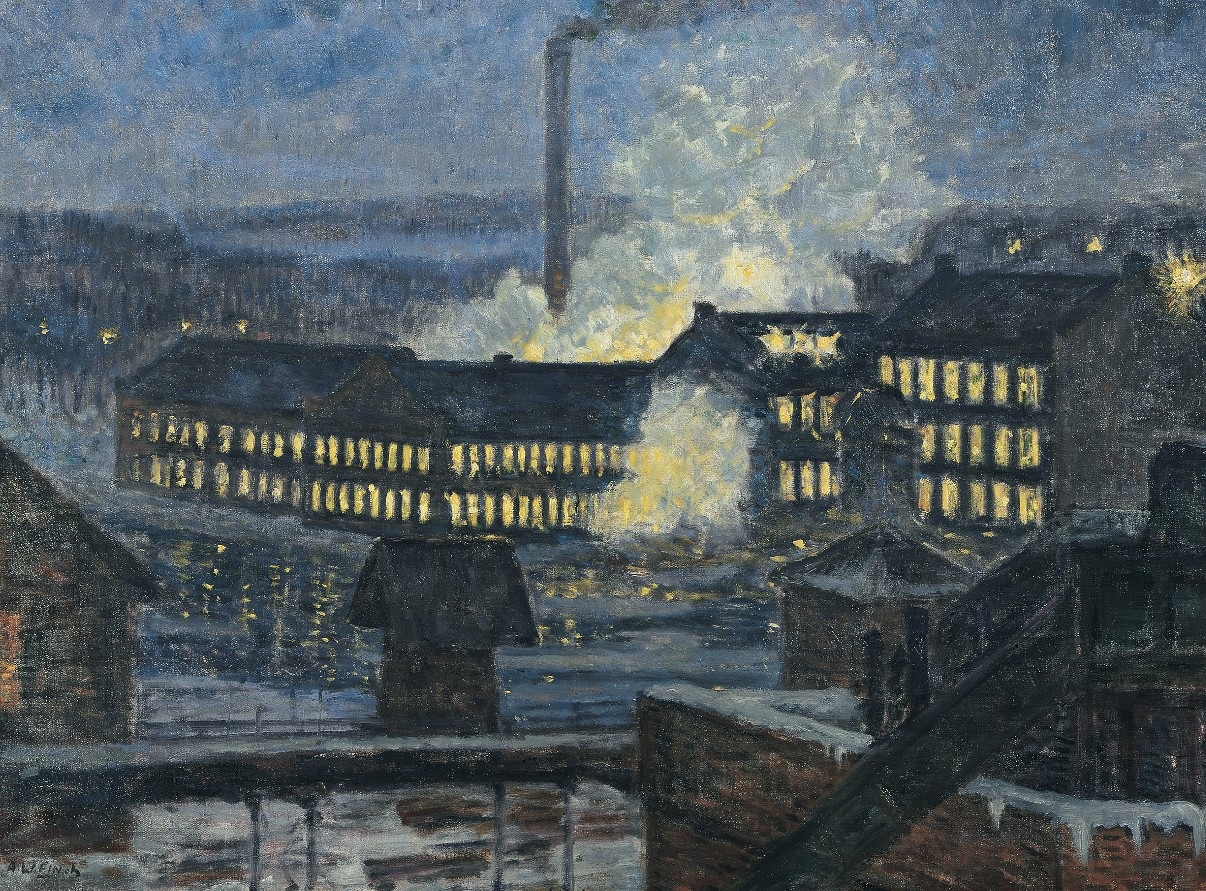
夜景　(1910年代)

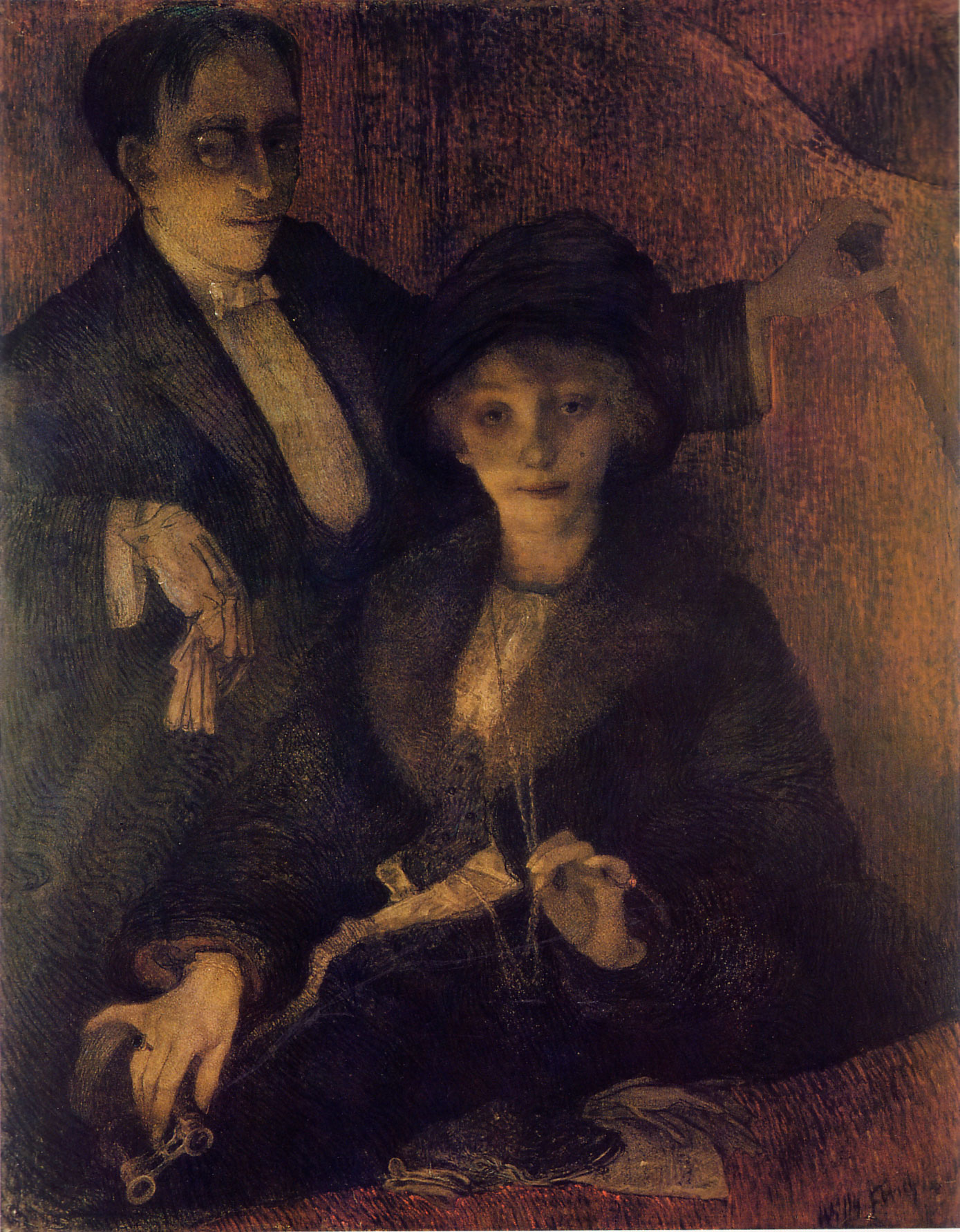
劇場の席 (1886)
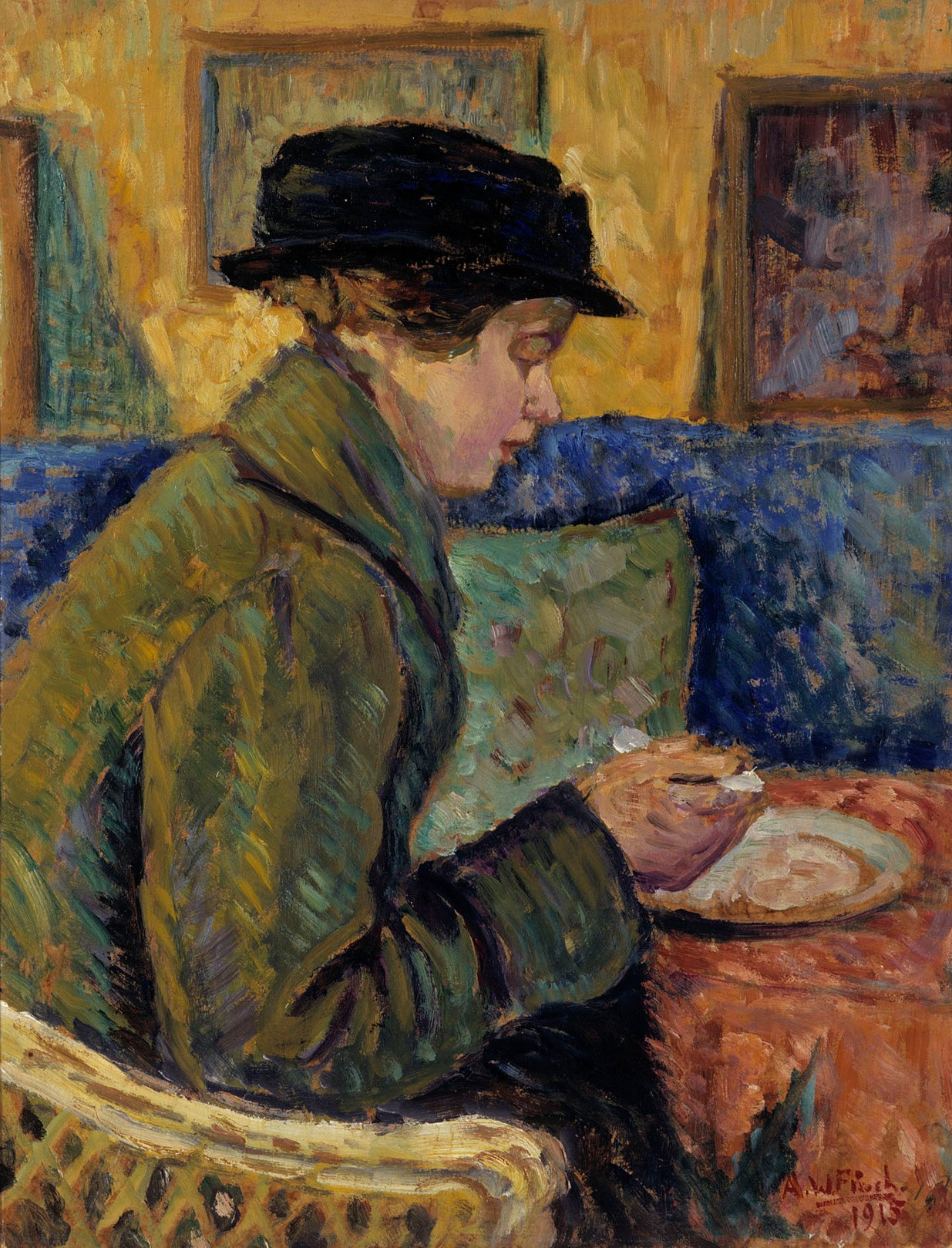
婦人像　(1915)
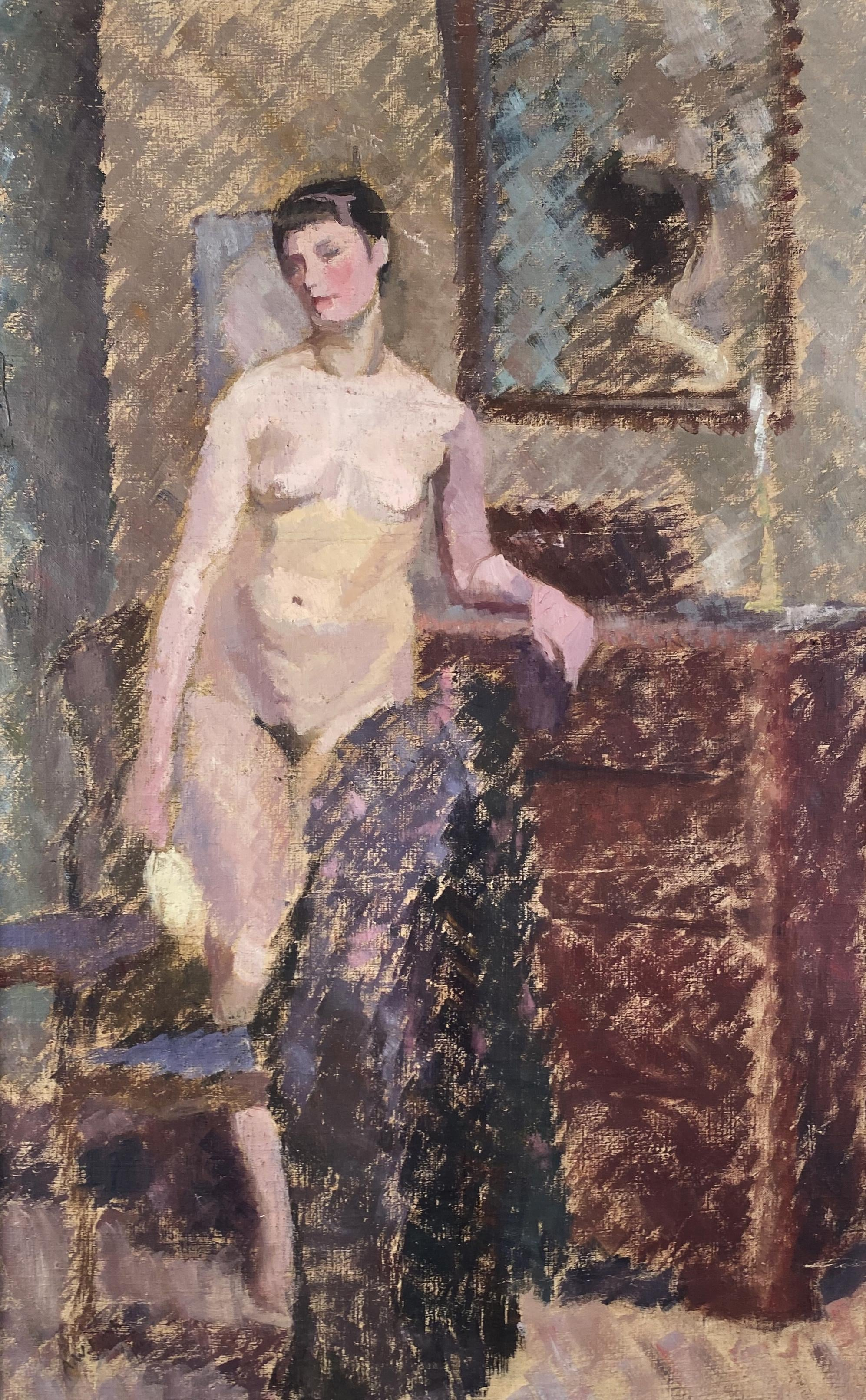
女性のヌード
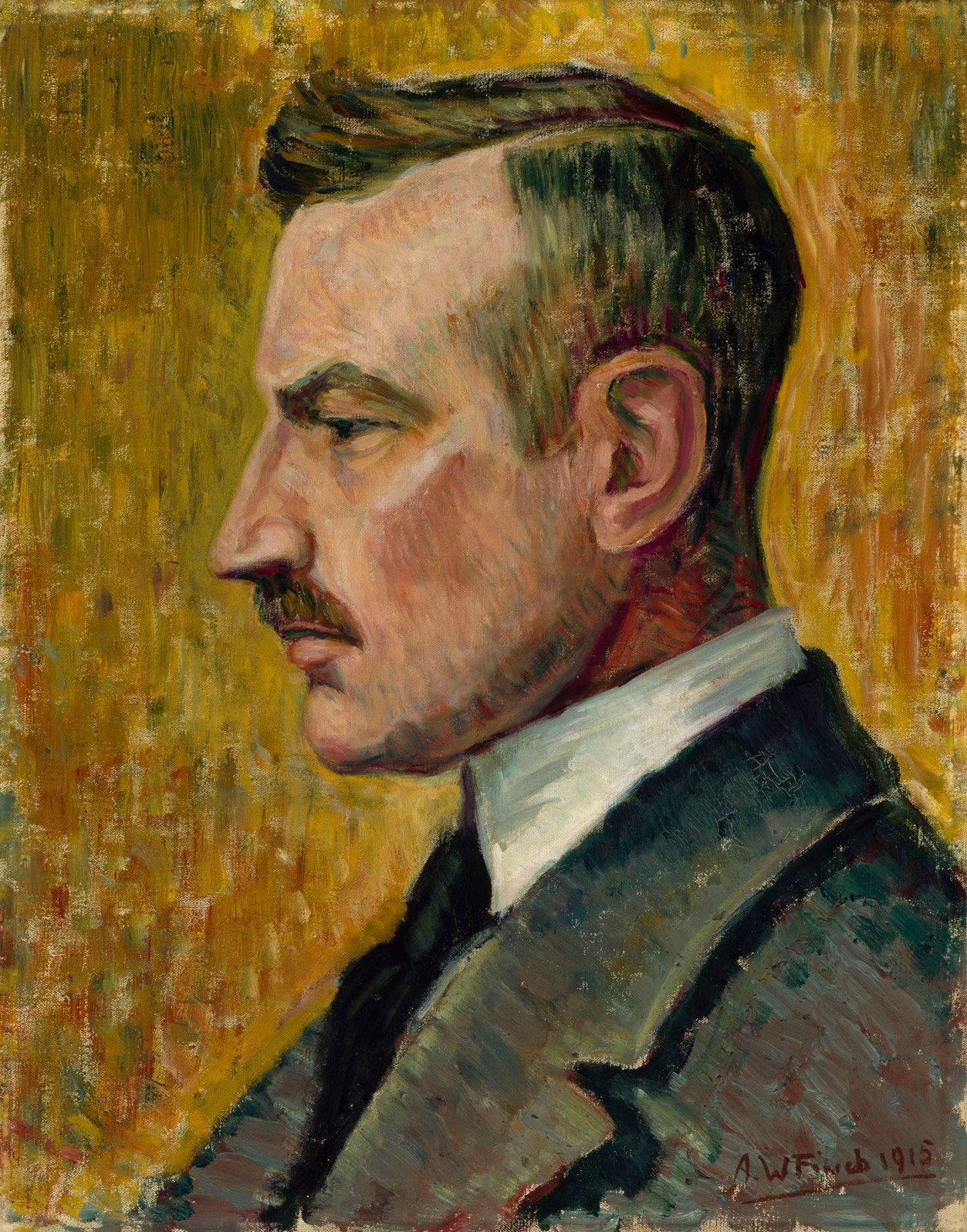
マグナス・エンケル -画家 (1915)